# Nissan Townpod
O Townpod é um protótipo de veículo elétrico compacto apresentado pela Nissan na edição de 2010 do Paris Motor Show.